# Manettia corticifera
Manettia corticifera é uma espécie de dicotiledónea pertencente à família Rubiaceae, descrita em 1919.